# Крижовани
Крижовани (слч. Krížovany) насељено је мјесто са административним статусом сеоске општине (слч. obec) у округу Прешов, у Прешовском крају, Словачка Република.

## Становништво
| Година:    | 1994. | 2004.   | 2014.   | 2024. |
| ---------- | ----- | ------- | ------- | ----- |
| Број људи: | 383   | 363     | 380     | 342   |
| Разлика:   |       | -5,22 % | +4,68 % | -10 % |

| Година:    | 2023. | 2024.   |
| ---------- | ----- | ------- |
| Број људи: | 341   | 342     |
| Разлика:   |       | +0,29 % |

Према подацима о броју становника из 2024. године насеље је имало 342 становника.